# Roger Penske
Roger Penske,  ameriški dirkač Formule 1 in lastnik Penske Racinga, * 20. februar 1937, Shaker Heights, Ohio, ZDA.
Roger Penske je upokojeni ameriški dirkač Formule 1. Debitiral je na domači in zadnji dirki sezone 1961 za Veliko nagrado ZDA, kjer je zasedel osmo mesto. Drugič in zadnjič je v Formuli 1 nastopil na domači dirki za Veliko nagrado ZDA v naslednji sezoni 1962, ko je zasedel deveto mesto. Po upokojitvi kot dirkač je ustanovil uspešno dirkaško moštvo Penske Racing.

## Popolni rezultati Formule 1
(legenda) (odebeljene dirke pomenijo najboljši štartni položaj, poševne pa najhitrejši krog, †-uvrščen kljub odstopu)
| Leto | Moštvo            | Šasija     | Motor             | 1   | 2   | 3   | 4   | 5  | 6   | 7   | 8     | 9   | Prv | Toč |
| ---- | ----------------- | ---------- | ----------------- | --- | --- | --- | --- | -- | --- | --- | ----- | --- | --- | --- |
| 1961 | John M Wyatt III  | Cooper T53 | Climax Straight-4 | MON | NIZ | BEL | FRA | VB | NEM | ITA | ZDA 8 |     | -   | 0   |
| 1962 | Dupont Team Zerex | Lotus 24   | Climax V8         | NIZ | MON | BEL | FRA | VB | NEM | ITA | ZDA 9 | JAR | -   | 0   |